# (421) Zähringia
(421) Zähringia ist ein Asteroid des mittleren Hauptgürtels, der am 7. September 1896 vom deutschen Astronomen Max Wolf an seiner Privatsternwarte in Heidelberg bei einer Helligkeit von 12,5 mag entdeckt wurde.
Der Asteroid ist benannt nach dem Fürstengeschlecht der Zähringer aus Schwaben (siehe auch Asteroid (420) Bertholda).

## Wissenschaftliche Auswertung
Eine Auswertung von Beobachtungen durch das Projekt NEOWISE im nahen Infrarot führte 2012 zu vorläufigen Werten für den Durchmesser und die Albedo im sichtbaren Bereich von 14,1 km bzw. 0,17. Nach der Reaktivierung von NEOWISE im Jahr 2013 und Registrierung neuer Daten wurden die Werte 2015 mit 13,5 km bzw. 0,25 angegeben, diese Angaben beinhalten aber hohe Unsicherheiten.
Photometrische Messungen des Asteroiden fanden erstmals statt vom 17. August bis 17. Oktober 2001 während sechs Nächten am Sunflower Observatory in Kansas. Dabei gelang es aber nicht, eine lückenlose Lichtkurve aufzuzeichnen und für die Rotationsperiode konnte daher nur eine Abschätzung zu etwa 15,5 h erfolgen. Eine Neubewertung der Daten am Palmer Divide Observatory in Colorado führte zur Ableitung einer Rotationsperiode von 6,42 h, wobei auch der doppelte Wert nicht ausgeschlossen werden konnte.
Eine photometrische Durchmusterung im Rahmen der Palomar Transient Factory (PTF) am Palomar-Observatorium in Kalifornien ab 2009 führte in einer Untersuchung von 2015 zur Bestimmung der Rotationsperiode von (421) Zähringia mit einem Wert von etwa 25,49 h. Aus thermischen Infrarot-Daten wurde außerdem ein Durchmesser von 11,6 ± 1,0 km abgeleitet.
Aus archivierten Daten des Asteroid Terrestrial-impact Last Alert System (ATLAS) aus dem Zeitraum 2015 bis 2018 wurde in einer Untersuchung von 2020 mit der Methode der konvexen Inversion erstmals ein dreidimensionales Gestaltmodell des Asteroiden für zwei alternative Rotationsachsen mit retrograder Rotation und einer Periode von 25,5041 h berechnet. Aus den Daten von ATLAS konnte in einer Untersuchung von 2022 noch einmal eine Rotationsperiode von 25,503 h bestimmt werden.
Am Organ Mesa Observatory in New Mexico waren bereits vom 12. Juli bis 15. August 2009 bei ungünstigen Wetterbedingungen während sieben Nächten Beobachtungen von (421) Zähringia durchgeführt worden. Damals konnten die Daten nicht mit einer wie bis dahin vermutet kurzen Rotationsperiode in Einklang gebracht werden. Nachdem in der Zwischenzeit Untersuchungen veröffentlicht worden waren, die auf eine Rotationsperiode von etwa 25,5 h verwiesen, wurden die Messdaten aus 2009 noch einmal neu bewertet und es konnte nun aus ihnen ebenfalls eine Periode von 25,460 h abgeleitet werden. Obwohl die Lichtkurve nur etwa ⅔ der Periode abdeckte und stark verrauscht war, passte sie definitiv zu keiner anderen Periodizität zwischen 5 und 35 Stunden. Weitere Beobachtungen während 11 Nächten vom 20. Dezember 2022 bis 25. Januar 2023 ergaben eine detaillierte Lichtkurve, aus der sich eine Rotationsperiode von 25,509 h bestimmen ließ. Die doppelte Periode konnte dabei ausgeschlossen werden und ebenso alle früher propagierten kürzeren Perioden.
Photometrische Messungen des Asteroiden fanden auch statt vom 30. Dezember 2022 bis 11. Februar 2023 im Rahmen einer Zusammenarbeit von sechs Observatorien der Grupo de Observadores de Rotaciones de Asteroides (GORA) in Argentinien, Spanien und Italien. Aus der aufgezeichneten Lichtkurve wurde hier eine Rotationsperiode von 24,98 h abgeleitet.